# Hiro Fujikake
 (avril 2016).
Si vous disposez d'ouvrages ou d'articles de référence ou si vous connaissez des sites web de qualité traitant du thème abordé ici, merci de compléter l'article en donnant les références utiles à sa vérifiabilité et en les liant à la section « Notes et références ».
 (septembre 2016).
Le contenu est difficilement compréhensible vu les erreurs de traduction, qui sont peut-être dues à l'utilisation d'un logiciel de traduction automatique.
Hiroyuki Fujikake (藤掛 廣幸, Fujikake Hiroyuki) dit Hiro Fujikake, né le 31 janvier 1949 dans la Préfecture de Gifu au Japon, est un compositeur, chef d'orchestre et joueur de synthétiseur japonais.

## Biographie
Hiro Fujikake est né en 1949 dans la préfecture de Gifu, au Japon. En 1964, il commence ses études musicales au lycée. Il a ensuite fréquenté l'université préfectorale des arts d'Aichi, où il a étudié la composition pendant quatre ans jusqu'à l'obtention de sa licence. Il a poursuivi ses études pendant trois ans pour obtenir une maîtrise de musique dans la même université.
Depuis, il a remporté de nombreux prix pour ses compositions, telles que Ongakunotomo Prix de composition pour "Deux Poèmes pour Chorus en 1970, le deuxième prix de la NHK Mainichi Concours de musique pour Threnody"en 1974, Test Piece Composition du prix de la All Japan Band Association pour "Concertino Overture" en 1975, le prix de composition Japon Union mandoline pour "pastoral Fantasy" en 1975, le premier prix du  Sasagawa la concurrence pour "nostalgique Rhapsody" en 1975 et "Chaconne" en 1976, Composition du prix de la Fondation Symphonie Japon pour "la Chanson de printemps" en 1990, et surtout le grand prix de la Concours musical international Reine-Élisabeth-de-Belgique en Belgique pour le travail symphonique "the Rope Crest" en 1977.
Son travail de composition se caractérise par une grande variété de symphonies, d'opéras, de ballets, de comédies musicales, d'œuvres pour orchestre de concert, orchestre de mandolines et instruments traditionnels japonais. Il travaille pour la radio, la télévision, le cinéma et pour des occasions spéciales telles que des expositions comme l'exposition mondiale de design en 1989 à Nagoya.
En plus d'être compositeur, il est également artiste interprète de synthétiseur dans son groupe solo appelé "Solo Orchestra", qui est un orchestre de synthétiseurs dirigé et contrôlé par Hiro Fujikake seul, assisté d'un ordinateur. Il est généralement accompagné de batteurs de taiko japonais, de chanteurs, de choristes, de violonistes, de flûtistes, de joueurs de mandoline et de musiciens jouant des instruments de musique chinois, etc.
Avec le flûtiste James Galway, il a enregistré deux CD ; le CD The Enchanted Forest, enregistré en 1990 aux États-Unis, est resté cinq mois dans le Top 10 du Billboard, dans la section "Classical crossover". Il est membre du comité de projets de la Nippon Music Foundation.

## Style
Ses œuvres présentent une union entre la musique orientale et la musique occidentale. Il intègre parfois du jazz et du rock. Des éléments naturels (tels que des sons d'eau) apparaissent également dans ses œuvres, faisant écho à son enfance à Higashi-Shirakawa, entourée de montagnes et d'une rivière à l'eau claire.

## Composition

### Œuvres pour orchestre
- 1974  Threnody
- 1977  The Rope Crest
- 1988  L'Esprit de la Nature
- 1989  Hiroshima Esprit - que la vie du Nouveau Monde  pour orchestre
- 1990  La Chanson de Printemps
- 1993  symphonie 'Gifu pour orchestre de tambours taiko japonais
- 2003  Printemps Sprung
- 2004  symphonie 'Izumo pour orchestre et synthétiseur
- # Andante Moderato Maestoso "Beginning"
- # Andante cantabile con espressione "Amour et l'Amour"
- # Allegro con fuoco "Encounter"
- # Moderato Maestoso "Soar au monde»

### Œuvres pour groupes
- 1975  Concertino Overture
- 1975  Nostalgic Rhapsody
- 1976  Concert Overture
- 1976  Chaconne
- 1983  Hakuho Rhapsody
- 1991  Rock'n Mars
- (Hakuhou Rhapsody)

### Ballets
- 1988  Ah! Ballet Nomugi Toge

### Comédies musicales
- 1995  Un conte de petites vies  musicale
- 1999  Bunna  musicale

### Musique de chœur
- 1970  Deux Poèmes pour Chorus
- 1989  Hiroshima Esprit - que la vie du Nouveau Monde  pour chœur mixte, flûte solo et orchestre

### Œuvres pour orchestre de guitares
- 1999  Capriccio Sakura  pour orchestre de guitare

### Œuvres pour orchestre de mandolines
- 1974  Merchen No.1
- 1975,  Pastoral Fantasy  pour orchestre de mandolines
- 1976  Merchen No.2
- 1976  Barades 8
- 1977  Jhongara versez l'orchestre de mandolines
- 1978  Stabat Mater
- 1978  poétiques deux pièces
- 1979  Serenade No.1
- 1979  Serenade No.2
- 1981  Grand Chaconne
- 1981  Ode pour le printemps
- 1982  Goh: Une rencontre  pour orchestre de mandolines et tambours taiko japonais
- 1983  Variations sur "La Lune sur le château en ruine  '
- 1984  Ode pour Dawn
- 1989  Cantique des vies
- 1990  Tre Choisissez Prelude
- 1990  Angel Chorus
- 1994  Viva! Mandoline
- 1995  Muse Concerto
- 1995  Fantasia Kyushu
- 1996  stars concerto
- 1998  Appel à partir de métro
- 1999  Capriccio Sakura  pour orchestre de mandolines
- 1999  Forest Symphony
- 1999  Aqua Rhythm
- 2001  Suite de l'opéra "Chanson de la fabrication du papier filles  '
- Suite de l'opéra "Sun Legend (The Vanished Sun)  '

### Musique électronique
- 1979  Galactic Symphony
- Prelude #
- # Allegro
- # Adagio
- # Allegro Scherzando
- # Passacaglia
- 1984  Romance
- 1989  Synthétiseur Fantasy
- 1992  trip in the Sky  pour orchestre solo (clavier et l'ordinateur)
- 1998  plein épanouissement  pour orchestre solo (du clavier et l'ordinateur)
- 2000  ailes pour l'éternité  pour orchestre solo (clavier et l'ordinateur)